# Destinnová Patera
La Destinnová Patera è una struttura geologica della superficie di Venere.